# Ліза Лорінг
Ліза Лорінг (англ. Lisa Loring, ур. Ліза Енн ДеСінсез (англ. Lisa Ann DeCinces); 16 лютого 1958, Кваджалейн, Маршаллові Острови — 28 січня 2023, Бербанк, Каліфорнія, США) — американська актриса. Найбільш відома завдяки ролі Венсді Аддамс у серіалі «Сімейка Аддамс».

## Біографія
Батьки Лізи служили у ВМС США, та розлучилися незабаром після її народження. Вона виросла на Гаваях, потім переїхала з матір'ю до Лос-Анджелеса, працювала моделлю з трьох років, 1964 року з'явилася в епізоді серіалу «Доктор Кілдер». 1974 року мати Лізи померла від алкоголізму у віці 34 років.
Найбільш відома роль Лізи — Венздей Аддамс у ситкомі «Родина Адамсів» (1964—1966). Ліза була у основному складі серіалу. Пізніше зіграла роль у телефільмі «Хеллоуїн із новою сім'єю Адамсів», який вийшов у жовтні 1977 року.
1966 року приєдналася до акторського складу у ситкомі The Pruitts of Southampton. Після дитячої кар'єри почала зйомки в мильній опері "Як обертається світ " з 1981 по 1983 роки, де грала роль Крикет Монтгомері.
Лорінг повернулася до акторської діяльності 2011 року.

## Особисте життя
1973 року вийшла заміж за друга дитинства Фаррелла Фоумберга і народила дочку у віці 16 років. Наступного року вони розлучилися. 1981 року вийшла за актора Дага Стівенсона, який також грав у мильній опері "У пошуках завтрашнього дня ", від нього вона народила другу дочку. Розлучилися 1983 року.
Третім чоловіком Лорінг був порноактор Джеррі Батлер, вони познайомилися на зйомках фільму для дорослих Traci's Big Trick 1987 року, де Ліза працювала візажистом. У наступні роки їхнього шлюбу Лорінг висловлювала невдоволення тим, що чоловік продовжував зйомки в порно, і врешті Батлер почав зніматися таємно, без її відома. Батлер і Лорінг розлучилися 1992 року.
1991 року Ліза стала залежною від героїну, але вилікувалась наступного року.
2003 року вийшла за Грема Річа, пара розійшлася 2008 року, а 2014 подали на розлучення.
Ліза померла 30 січня 2023 року у віці 64 років. Вона пержила інсульт і після трьох днів боротьби за життя померла в лікарні.